# Veszélyhelyzet
A veszélyhelyzet egyfajta minősített időszak Magyarországon, amelynek során különleges jogrend lép érvénybe.

## Szabályozása
Az alaptörvény szerint
A Kormány szomszédos országban fennálló fegyveres konfliktus, háborús helyzet vagy humanitárius katasztrófa, továbbá az élet- és vagyonbiztonságot veszélyeztető elemi csapás vagy ipari szerencsétlenség esetén, valamint ezek következményeinek az elhárítása érdekében veszélyhelyzetet hirdet ki, és sarkalatos törvényben meghatározott rendkívüli intézkedéseket vezethet be.
Részletesen a katasztrófavédelemről szóló 2011. évi CXXVIII. törvény tartalmazza a veszélyhelyzet esetén alkalmazandó szabályokat.

### Kihirdetése
Veszélyhelyzet kihirdetésére a Kormány rendelettel jogosult. A veszélyhelyzet alatt kibocsátott kormányrendeletek 15 napig érvényesek, melyeket az Országgyűlés felhatalmazása alapján a Kormány meghosszabbíthat. A veszélyhelyzetet a Kormány megszünteti, ha kihirdetésének feltételei már nem állnak fenn. Megszűnésével a Kormány rendeletei hatályukat veszítik. 
Kihirdetésére okot adhat:
- elemi csapás, mint például
  - árvíz, belvíz,
  - több napon át tartó intenzív hóesés, hófúvás,
  - szélsőséges időjárás,
- ipari katasztrófa,
- egyéb veszélyek, mint például
  - szomszédos országban fennálló fegyveres konfliktus,
  - állati vagy emberi járvány,
  - ivóvíz szennyeződése,
  - szennyezett levegő,
  - a kritikus infrastruktúrának az alapvető ellátását érintő, nagy kiterjedésű és hosszan tartó zavara.

## Tartalma
Az alaptörvény meghatározza, mely jogok korlátozhatók és melyek nem korlátozhatók veszélyhelyzetben.

### Korlátozható jogok
- a szabadsághoz való jog,
- a személyi biztonsághoz való jog,
- a gondolati, lelkiismeret és vallásszabadsághoz való jog,
- a békés gyülekezéshez való jog,
- a tulajdonhoz való jog.

### Nem korlátozható jogok
- az élethez való jog,
- az emberi méltósághoz való jog,
- a kínzás, a kegyetlen, megalázó és embertelen bánásmód tilalma,
- a szolgaság, illetve az emberkereskedelem tilalma,
- az ártatlanság vélelme és a védelemhez való jog a büntetőeljárás során.

Nem korlátozható továbbá
- az Alkotmánybíróság működése és
- magának az alaptörvénynek a hatálya.

### Rendkívüli intézkedések
Veszélyhelyzetben a Kormány rendeletei felülírhatnak bizonyos törvényeket.
A Kormány a veszélyhelyzetben rendeletet alkothat, amellyel – sarkalatos törvényben meghatározottak szerint – egyes törvények alkalmazását felfüggesztheti, törvényi rendelkezésektől eltérhet, valamint egyéb rendkívüli intézkedéseket hozhat.
Veszélyhelyzetben a települési önkormányzat képviselő-testületének, a fővárosi, megyei közgyűlésnek feladat- és hatáskörét a polgármester, illetve a főpolgármester, a megyei közgyűlés elnöke gyakorolja.
A polgármester (a fővárosban a főpolgármester) az illetékességi területén irányítja és szervezi a felkészülés és a védekezés feladatait. 
Rendkívüli intézkedés lehet például:
- a közlekedés korlátozása vagy megtiltása,
- rendezvények betiltása,
- kijárási tilalom bevezetése,
- kitelepítés a szükséges időtartamra,
- az ország területére való belépés, átutazás, ott-tartózkodás vagy kilépés engedélyhez kötése,
- szesztilalom bevezetése,
- élet- és vagyonmentés érdekében elrendelhető a mentésre alkalmas bármely jármű, műszaki eszköz és földmunkagép, ingatlan igénybevétele, ingatlan bontása.

## Története

### Első kihirdetése
A kormány 2020. március 11-én 15 órától (CET) (40/2020. (III. 11.) Korm. rendelet) Magyarország egész területén a koronavírus-járvány miatt hirdette ki. 2020. június 18-án a veszélyhelyzet megszűnt, helyette „járványügyi készültséget” vezetett be a kormány.
Kihirdetését alkotmányjogászok alkotmány-ellenesnek tartották.

### Második kihirdetése
2020. november 4-étől (CET) (478/2020. (XI. 3.) Korm. rendelet) Magyarország egész területén ismét a koronavírus-járvány miatt hirdették ki.

### Harmadik kihirdetése
A veszélyhelyzetet harmadjára 2022. május 25-én, az orosz-ukrán háború kapcsán hirdették ki. Mivel a 2021. évi XCIII. törvény 82/A. §-a értelmében a veszélyhelyzet kihirdetésére az Országgyűlés legfeljebb 180 napra adhat felhatalmazást, a veszélyhelyzet 2024. május 23-áig terjedő hatállyal való kihirdetésére a kormány 2023. november 6-án újra felhatalmazást kapott; így a veszélyhelyzet feltehetőleg legalább e napig továbbra is érvényben marad.